# 伦德
伦德（義大利語：Rende），是意大利科森扎省的一个市镇。总面积55平方公里，人口35376人，人口密度643.2人/平方公里（2009年）。ISTAT代码为078102。